# 卓穎然
卓穎然，JP，香港公務員，現任北區民政事務專員。她早年入讀拔萃女小學及拔萃女書院，及後從香港大學取得工商管理學學士及中國法学硕士學位。她在2015年8月受香港政府聘為政務主任，並於運輸及房屋局任職，再先後調職商務及經濟發展局及教育局。在教育局擔任助理秘書長時，她曾多次隨教育局局長蔡若蓮出訪中国内地，亦代表港府領導2021年至2023年的粵港澳高校聯盟的工作會議。隨後，她調任至發展局文物保育專員辦事處擔任助理秘書長，亦獲港府保送至巴黎政治学院研習。她在2025年7月21日獲港府委任為北區民政事務專員，遂成為北區區議會首名女性主席，並於同月25日獲委任官守太平紳士。

## 外部連結
- 卓穎然的個人領英頁面

| 政府职务      | 政府职务                         | 政府职务 |
| ------------- | -------------------------------- | -------- |
| 前任： 賴子堅 | 北區民政事務專員 2025年7月21日－ | 現任     |